# 칼롭시스
칼롭시스(callopsis, 학명: Callopsis volkensii 칼롭시스 볼켄시이[*])는 천남성과 천남성아과의 단형 족인 칼롭시스족(callopsis族, 학명: Callopsideae 칼롭시데아이[*])에 속하는 단형 속인 칼롭시스속(callopsis屬, 학명: Callopsis 칼롭시스[*])의 유일한 종이다. 케냐와 탄자니아 등 동아프리카 지역에 분포한다.